# Список акронімів української мови (Б)
Список акронімів української мови, які починаються з літери «Б»:
- БАГІ — Багатостороння агенція з гарантій інвестицій
- БАД — Біологічно активні добавки
- БАКС — Багаторазова авіаційно-космічна система
- БАМ — Байкало-Амурська магістраль
- БАП — Багатоярусний автоматичний паркінг
- БАрС — Бойова армійська система
- БАРСР — Башкирська Автономна Радянська Соціалістична Республіка
- БАРСР — Бурятська Автономна Радянська Соціалістична Республіка
- БАФТА (англ. BAFTA: British Academy of Film and Television Arts) — Британська академія телебачення та кіномистецтва
- ББК — Бібліотечно-бібліографічна класифікація
- БВО — Білоруський військовий округ
- БВО — Британські Віргінські Острови
- БВФ (англ. BWF: Badminton World Federation) — Всесвітня федерація бадмінтону
- БГКЦ — Білоруська греко-католицька церква
- БД — База даних
- БДІПЛ — Бюро демократичних інститутів та прав людини
- БДМУ — Буковинський державний медичний університет
- БДСМ (англ. BDSM: Bondage, Discipline, Domination, Submission, Sadism, Masochism) — психосексуальна субкультура, заснована на обміні владою між партнерами
- БДУ — Білоруський державний університет
- БелАЗ (біл. Беларускі аўтамабільны завод) — Білоруський автомобільний завод
- БелТА — Білоруське телеграфне агентство
- БЕСМ (рос. БЭСМ: Большая электронная счётная машина) — Велика електронна лічильна машина
- БЖ — Блок живлення
- БЗ — База знань
- БіГ — Боснія і Герцеговина
- БіКМОН (англ. BiCMOS: Bipolar complementary metal oxide semiconductor) — технологія виготовлення інтегральних мікросхем з використанням біполярних і КМОН-транзисторів
- БКП — Болгарська комуністична партія
- БКРС — Близькосхідний коронавірусний респіраторний синдром
- БМВ (нім. BMW: Bayerische Motoren Werke) — німецький автобудівний та авіамоторний концерн
- БМД — Бойова машина десанту
- БМД НБУ — Банкнотно-монетний двір Національного банку України
- БМП — Бойова машина піхоти
- БНД (нім. BND: Bundesnachrichtendienst) — Федеральна розвідувальна служба Німеччини
- БНР — Білоруська Народна Республіка
- БНФ — Білоруський народний фронт
- БНФ (англ. BNF: Backus-Naur form) — оотація Бекуса — Наура
- БОМЖ (рос. БОМЖ: Без Определённого Места Жительства) — особа без певного місця проживання
- БОПС — Бронебійний оперений підкаліберний снаряд
- БПВ — Батальйон почесної варти
- БПК — Банківська платіжна картка
- БпЛА — Безпілотний літальний апарат
- БПНПГ — Блокада правої ніжки пучка Гіса
- БПП — партія «Блок Петра Порошенка»
- БПС — Бронебійний підкаліберний снаряд
- БПЦ — Болгарська православна церква
- БРДМ — Броньована розвідувально-дозорна машина
- БРЕМ — Броньована ремонтно-евакуаційна машина
- БРІК (англ. BRIC: Brazil, Russia, India, China) — група найбільших за площею та населенням країн, що розвиваються
- БРІТЕГ — Багатоцільовий радіоізотопний термоелектричний генератор
- БРМ — Бойова розвідувальна машина
- БРСМ — Білоруський Республіканський Союз Молоді
- БРСР — Білоруська Радянська Соціалістична Республіка
- БСК — Безпосередня система керування
- БТІ — Бюро технічної інвентаризації
- БТР — Бронетранспортер
- БТрО — Батальйони територіальної оборони
- БТШ — Білки теплового шоку
- БФП — Багатофункціональний пристрій
- БЦР — Білоруська центральна рада
- БЧХ (англ. BCH: Bose–Chaudhuri–Hocquenghem) — Коди Боуза-Чоудхурі-Хоквінгема
- БЮТ — партія «Блок Юлії Тимошенко»